# Oddmund Jensen
Oddmund Ingvald Jensen (26. september 1928 – 6. marts 2011) var en norsk langrendsløber og træner.
Jensen var født i Sørfold i Salten, men løb for Alvdal IL. Han deltog ved Vinter-OL i 1956 i Cortina d'Ampezzo og ved Vinter-OL i 1960 in Squaw Valley. Jensen var førstetræner for de norske mænds landshold i langrend fra 1964 til 1978. Han var ansvarlig for skianlæggene ved Vinter-OL i 1994 i Lillehammer.
Oddmund Jensen døde den 6. marts 2011 i en alder af 82 år.